# Lesnice
Lesnice település Csehországban, Šumperki járásban. Lesnice Zábřeh, Brníčko, Leština, Kolšov, Postřelmov, Hrabová és Rohle településekkel határos. Lakosainak száma 637 fő (2024. január 1.).

## Népesség
A település lakosságának változását az alábbi diagram mutatja:
| Lakosok száma | 604  | 805  | 815  | 636  | 549  | 634  | 652  | 642  | 615  | 637  |
|               | 1869 | 1900 | 1921 | 1961 | 1980 | 2011 | 2016 | 2019 | 2021 | 2024 |